# Megalomastomatidae
Famille
Les Megalomastomatidae sont une famille de petits mollusques gastéropodes terrestres. Le groupe est très proche de la sous-famille des Cochlostomatinae.

## Liste des genres
Selon World Register of Marine Species (30 août 2017) :.

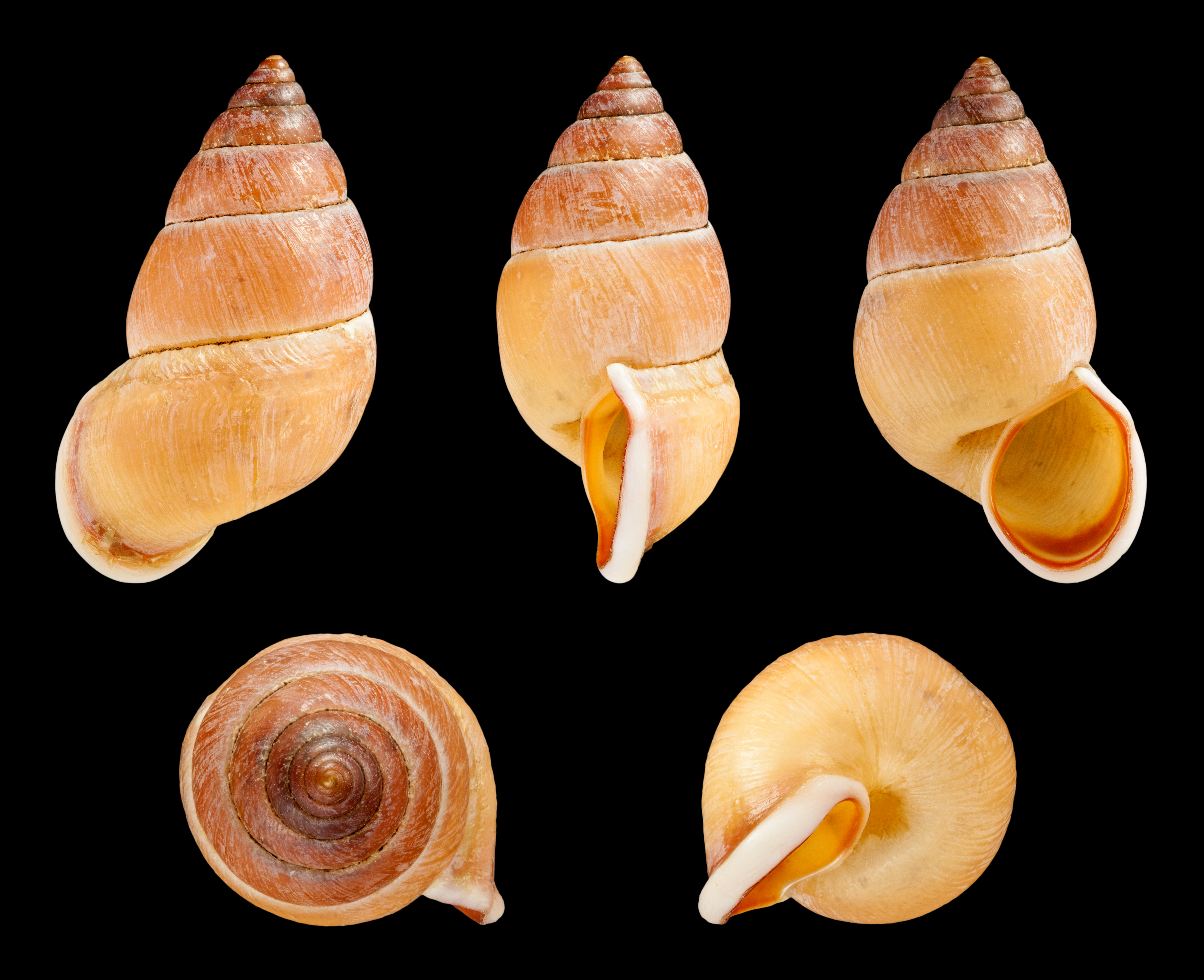
Hainesia crocea, des Megalomastomatidae.

- genre Acroptychia Crosse & P. Fischer, 1877
- genre Aperostoma Troschel, 1847
- genre Apolloniana Brandt, 1958
- genre Boucardicus Fischer-Piette & Bedoucha, 1965
- genre Chondrocyclus Ancey, 1898
- genre Cochlostoma Jan, 1830
- genre Cyclojamaicia Bartsch, 1942
- genre Cyclopilsbrya Bartsch, 1942
- genre Cyclopomops Bartsch & Morrison, 1942
- genre Cyclovendreysia Bartsch, 1942
- genre Electrea Klebs, 1886 †
- genre Farcimen Troschel, 1847
- genre Farcimoides Bartsch, 1942
- genre Hainesia L. Pfeiffer, 1857
- genre Madgeaconcha Griffiths & Florens, 2004
- genre Megalomastoma Swainson, 1840
- genre Naggsiaconcha Griffiths & Florens, 2004
- genre Neopupina Kobelt, 1902
- genre Obscurella Clessin, 1889
- genre Rara A.J. Wagner, 1897
- genre Rhabdotakra A.J. Wagner, 1897
- genre Rugicyclotus Morrison, 1955
- genre Striolata A.J. Wagner, 1897
- genre Tomocyclus Crosse & P. Fischer, 1872